# Бенковський (Старозагорська область)
Бенко́вський (болг. Бенковски) — село в Старозагорській області Болгарії. Входить до складу общини Стара Загора.

## Населення
За даними перепису населення 2011 року у селі проживали 120 осіб.
Національний склад населення села:
| Національність   | Кількість осіб | Відсоток |
| ---------------- | -------------- | -------- |
| болгари          | 112            | 93,3%    |
| цигани           | 6              | 5,0%     |
| Всього відповіли | 120            |          |

Розподіл населення за віком у 2011 році:
Динаміка населення: